# Johann Friedrich von Gemmingen
Johann Friedrich von Gemmingen (* 20. Juli 1719; † 1792) war Kammerjunker in Onolzbach, dem heutigen Ansbach, Rittmeister der Leibgarde und Obervogt in Ansbach.
Er war der älteste Sohn des Franz Reinhard von Gemmingen (1692–1751) und der Sophie Helene von Pretlack (1701–1781).